# Oxolamine
Oxolamine là một thuốc giảm ho có sẵn như là một loại thuốc gốc trong nhiều khu vực pháp lý.